# ローマ問題
ローマ問題（ローマもんだい、伊：Questione romana, 英：Roman Question）は、1861年から1929年にかけてのイタリア王国とローマ教皇庁の間におきた政治的な問題。

## 概要

### ローマ共和国 (19世紀)
1849年7月3日にジュゼッペ・ガリバルディのローマ防衛軍は、ローマ大学の戦いにおいてジャニコロ丘でルイ・ナポレオンのフランス軍に降伏し、ローマ共和国は短命に終わった。

### 第1回イタリア国民議会
1861年2月18日、第1回イタリア国民議会がサルデーニャ王国の王都トリノで開催された。3月17日に議会はヴィットーリオ・エマヌエーレ2世のイタリア国王即位を承認した。3月27日に王国の首都は投票によりローマ（ローマ教皇領）とされた。
1861年、イタリア王国はローマ教皇ピウス9世に対して以下の3条を求めた。
- ローマ市街をイタリア王国へ明け渡す。
- バチカンおよびラテラノ宮殿の占有を認める。
- 上記の占有と引き換えに、年32万5千リラを支払う。

### アスプロモンテの戦い
1862年8月14日、教皇領がイタリアから独立していることをフランスに保証されていることに不満を持つジュゼッペ・ガリバルディによるアスプロモンテの戦いが起こったが、イタリア政府のウルバーノ・ラッタッツィ首相はこの行動を認めず、イタリア政府軍に鎮圧された。

### 「9月会議」
1864年9月、9月会議。

### 第1バチカン公会議
1869年12月8日から1870年10月20日まで第1バチカン公会議が開催されたが、1870年10月に普仏戦争が勃発し、会議は無期延期となった。

### ローマ占領
1870年に起こった普仏戦争によりローマ教皇領（752年 - 1870年）を守護していたフランス軍が撤退すると、イタリア王国のジョヴァンニ・ランツァ首相は教皇領を占領し（ローマ占領）、翌年ローマへ遷都した。同年5月13日にイタリア王国は教皇保障法を制定してその地位を保障しようとした。
しかし教皇庁は、カトリック教会が特定の政治権力の影響を受けないことを理由にこれを拒絶。ピウス9世はイタリア政府に関わる者すべてを破門するという強硬な処置をとった。
教皇側が拒否、国政への不参加を呼びかけるなど、イタリア王国とローマ教皇の対立構図が形成された。これによりイタリア王国と教皇庁の関係は断絶し、教皇は自らを「バチカンの囚人」（1870年 - 1929年）と称した。

## 影響

### ラテラノ条約
イタリア王国とローマ教皇庁との関係改善は、1929年のラテラノ条約締結とバチカン市国独立を待たねばならなかった。

### 第2バチカン公会議
1962年、90年ぶりに無期延期されていた会議が、第2バチカン公会議として再開された。